# Mezőladány, Szabolcs-Szatmár-Bereg
Mezőladány  este un sat în districtul Kisvárda, județul Szabolcs-Szatmár-Bereg, Ungaria, având o populație de 1.095 de locuitori (2011). 

## Demografie
Componența etnică a satului Mezőladány
     Maghiari (77,62%)
     Romi (22,06%)
     Ucraineni (0,32%)
Componența confesională a satului Mezőladány
     Reformați (35,89%)
     Romano-catolici (20,09%)
     Greco-catolici (16,35%)
     Fără religie (3,84%)
     Necunoscută (23,84%)
     Alte religii (7,12%)
Conform recensământului din 2011, satul Mezőladány avea 1.095 de locuitori. Din punct de vedere etnic, majoritatea locuitorilor (77,62%) erau maghiari, cu o minoritate de romi (22,06%). Nu există o religie majoritară, locuitorii fiind reformați (35,89%), romano-catolici (20,09%), greco-catolici (16,35%) și persoane fără religie (3,84%). Pentru 23,84% din locuitori nu este cunoscută apartenența confesională.